# スチェッキン・マシンピストル
スチェッキン・マシンピストル（露：Автоматический пистолет Стечкина（Avtomaticheskij Pistolet Stechkina：ステーチキン式全自動拳銃）略称：АПС（APS））は、ソ連軍の大型自動拳銃である。スチェッキン拳銃、スチェッキン・オートマチック・ピストル、APS拳銃とも呼ばれる。
チェ・ゲバラがボリビア山中で最期を遂げた際、身に着けていたピストルとしても知られる。

## 概要
APS拳銃は、1940年代末から1950年代初めに銃器設計技師のイーゴリ・ステーチキン（露：Игорь Стечкин（Igor' Jakovlevich Stechkin：1922-2001）により開発され、1951年に「АПС（APS）」の名称で戦車及び装甲車両の搭乗員、砲兵、擲弾筒手、将校の護身用武器としてソビエト連邦軍制式装備として採用された。
開発に当たってはおそらくボロ・モーゼル（いわゆる“モーゼル・ミリタリー”自動拳銃）を意識して開発され、トカレフ拳銃やマカロフ PM拳銃と比較して火力、装弾数で勝り、最大750発/分の発射速度で連射が可能であった。ボロ・モーゼルと同じく、取り外し式の銃床を付ければ命中精度の向上も期待できた。
これらの利点にも拘らず、拳銃としては余りに大型で重く、特に個人携行装備としては戦闘車両からの緊急脱出の際に邪魔になるという欠点があった。その結果、ソ連軍の装備から除籍され、予備保管に回された。
1970年代にはAPS拳銃を元にサプレッサーとストック付きのАПСБ（露：Автоматический пистолет Стечкина бесшумный（APB：Avtomaticheskij Pistolet Besshumnyj）：消音器付ステーチキン式全自動拳銃）が開発され、軍及び内務省の特殊部隊用に生産された。АПСБ（APSB）は「АО-44（AO-44）」及び「6П13（6P13）」とも呼称される。
1990年代初め、ロシアの治安機関は犯罪件数の増大と共に、マカロフ拳銃では威力不十分で、AK系自動小銃では威力過剰であることに気付いた。これらの任務には短機関銃が最適と考えられたが、既にロシア軍は拳銃弾を使用する短機関銃を兵器体系として重視しておらず、ソビエト/ロシアでは第二次世界大戦以降新たな短機関銃を開発・生産していないため、OMON（オモン、特別任務民警支隊）、SOBR（ソーブル、緊急対応特殊課）は、軍から放出されたAPS拳銃を調達して装備した。最新の各種短機関銃や拳銃が存在する現在でも、治安機関職員はその安価さ、弾薬の入手し易さ、十分な性能からスチェッキンを愛用しており、現行の装備品ではより扱いやすい民間用、あるいは自家製の別製銃床が使用されている。

## 構成
APS拳銃は、ダブルアクション機構を有する大型自動拳銃である。ストレート・ブローバック方式で作動するため、銃身はフレームに固定されている。銃把の後部には、連射速度を抑制するレート・デューサーが内蔵されている。これは後退したスライドが内蔵された錘を突き下げ、下がった錘がばね力で上がり、錘が原位置に戻って初めてスライドが再び前進できる。この錘が下降・上昇に要する時間によって、スライドの動作が遅延される。安全装置はスライド後方の左側面に位置し、単発、連射の切り替え装置も兼ねている。原型の照準器は、25、50、100、200mに設定されている。弾倉は複列式で、20発を装弾できる。
制式の銃床は木製（初期型）または合成樹脂製（後期型）で、内部は空洞になっておりホルスターとしてAPS拳銃自身を収納できる。
拳銃本体とホルスター兼用のショルダーストック、予備弾倉2個入のものが2連になった弾倉ポーチ（銃本体のものと合わせて弾倉5個、携行弾数計100発）で装備としては1セットとなる。

## 派生型

### APB／AO-44
APB(GRAU：6P13)は、1970年代初頭に開発され、1972年に採用されたAPSの消音モデル。木製のホルスター兼用銃床を廃止し、金属製の軽量スケルトン銃床を使用する。またAPSの銃口にはネジ切りがないがAPBでは専用のサプレッサーを取り付けるためネジ切りが追加されている。このサプレッサーは携行時には銃床を組み合わせることでコンパクトに収めることができる。

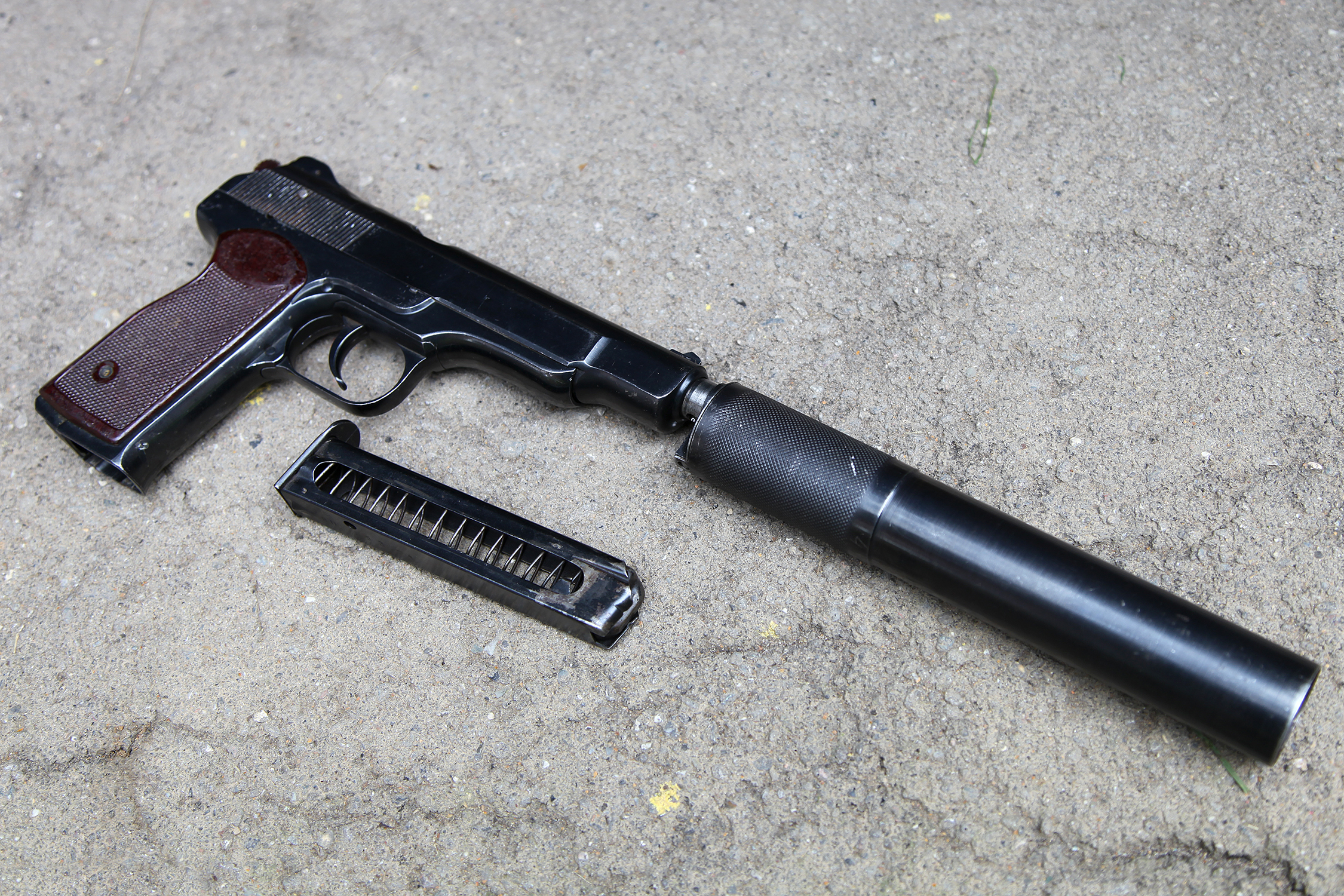
銃床を取り外したAPB(右側面)
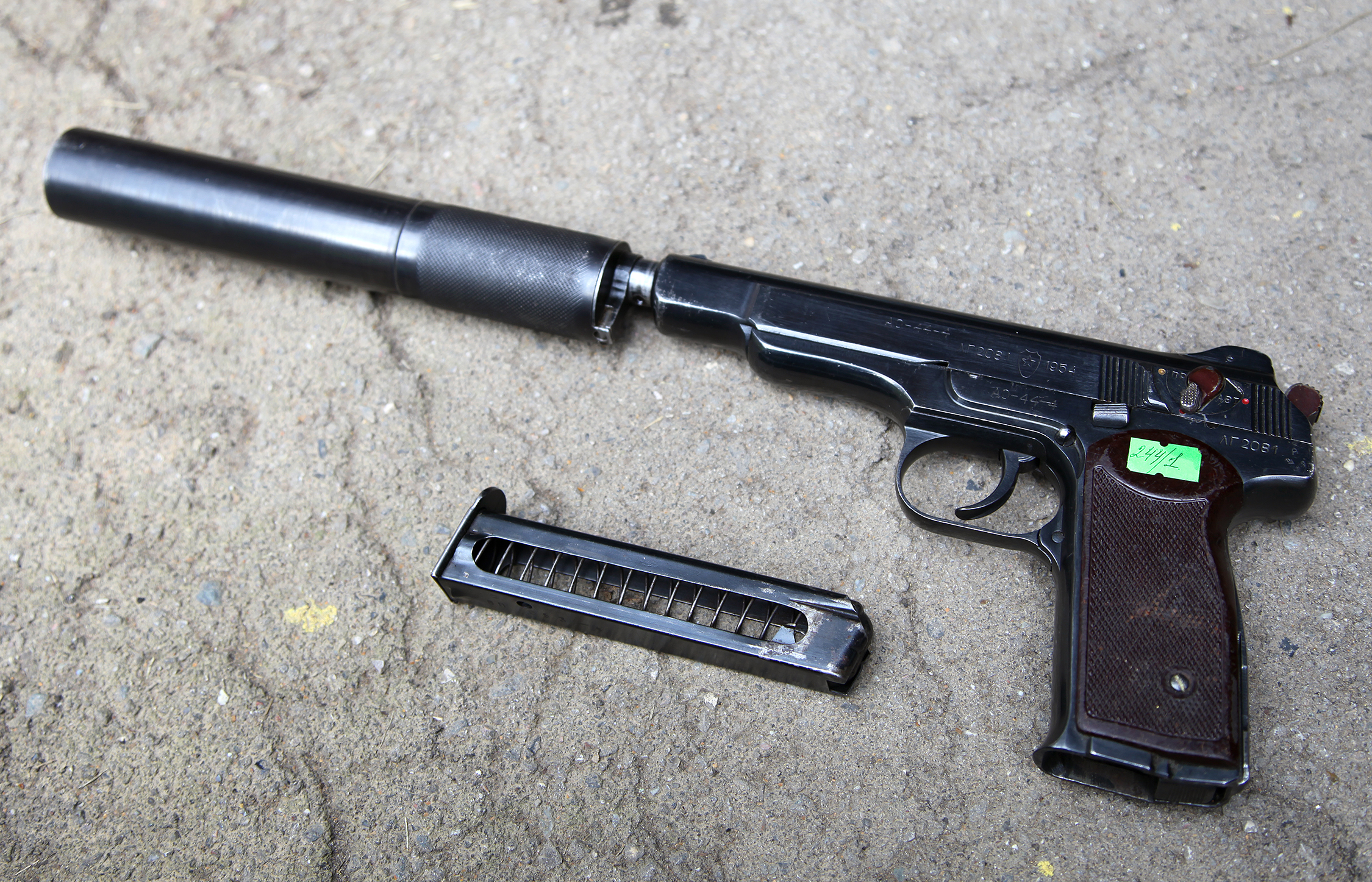
銃床を取り外したAPB(左側面)
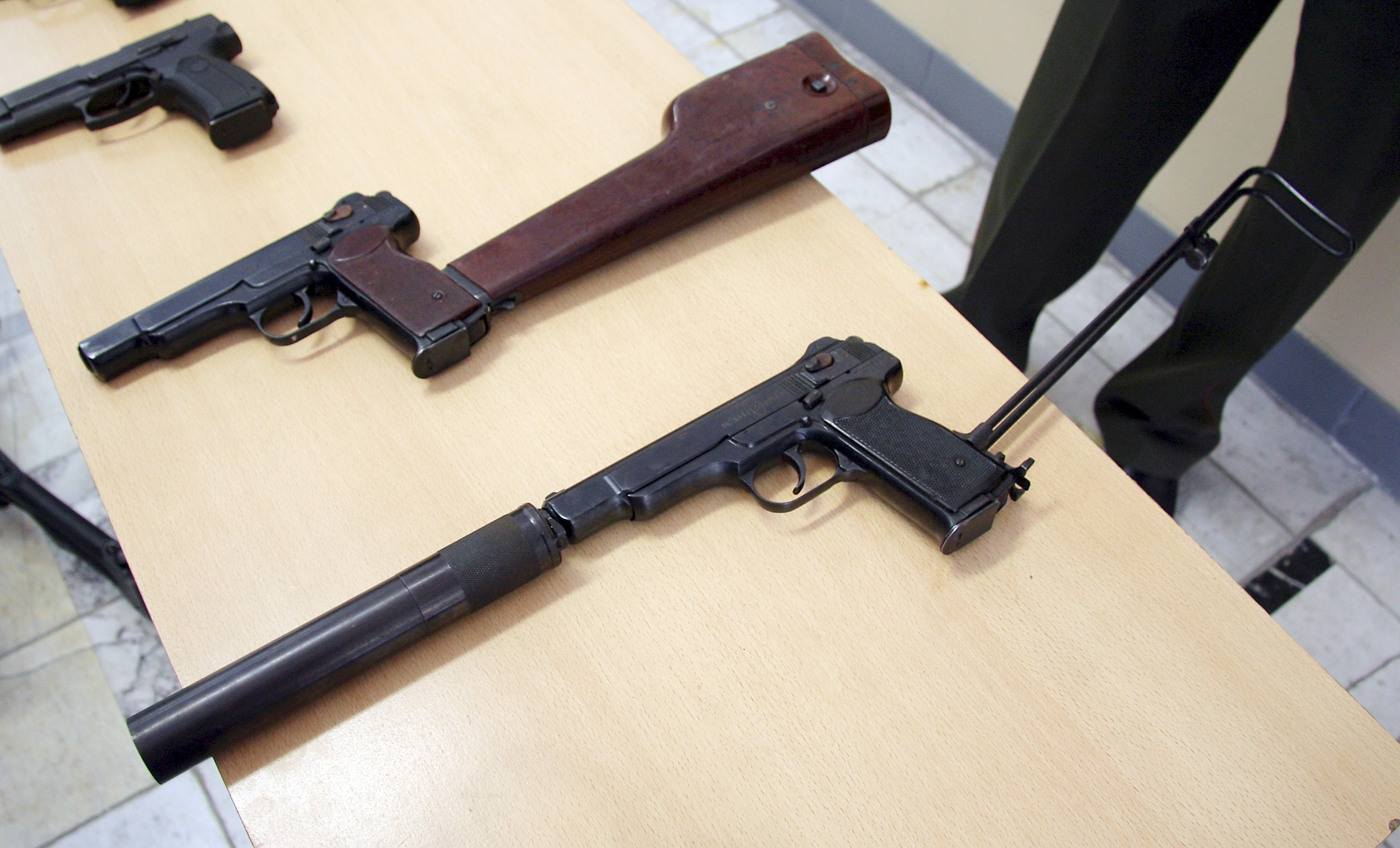
APS(上)とAPB(下)

### S-APS
ロシア銃規制に従ってイジェフスク機械製作工場にて開発、民間向けに競技用大型拳銃として販売された民間仕様のAPS。ダブルカラムマガジンは廃止され、10連のシングルカラムマガジンを使用する。

### MA-APS
イジェフスク機械製作工場にて開発された民間向け仕様のピストルカービン。取り外し可能なサプレッサーの外見をしたカバーに覆われた長銃身を備え、銃床は木製のものだが取り外せないように固定されている。マガジンはS-APSと同様のシングルカラムの10連マガジンを使用する。

### MP-355
イジェフスク機械製作工場にて開発された9mm R.A.弾を使用する外傷性拳銃。10連のシングルカラムマガジンとAPS同様の木製のホルスター兼用の銃床が付属する。そして名目上は護身用に販売されているが1.2kgという比較的重い重量のため護身用には向かないと評価されている。

### VPO-504 "APS-M"
VPOブランドとして2007年から現在までロモトにて生産されている9×22mm T弾を使用する外傷性拳銃。外見はAPSを模しているがマガジンは10連のシングルカラムに変更されており、フルオートも削除されている。

外傷性拳銃なため護身用として所持できるが、本体がかなり大きく、重いので護身用でには向いていなく、値段も45〜46ルーブルとかなり高価となっている。

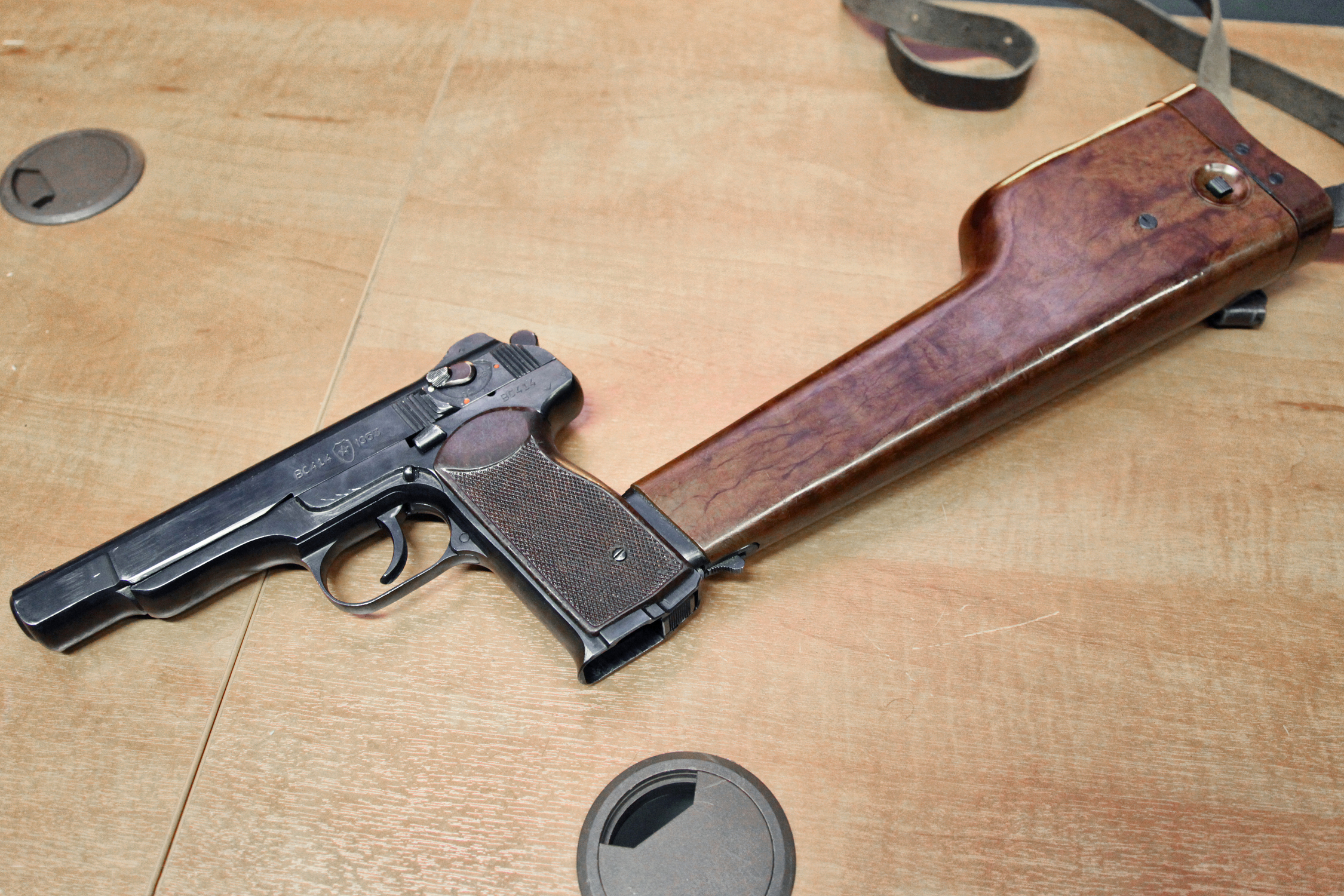
ショルダーストックホルスターを装着した状態。弾倉は挿入されていない
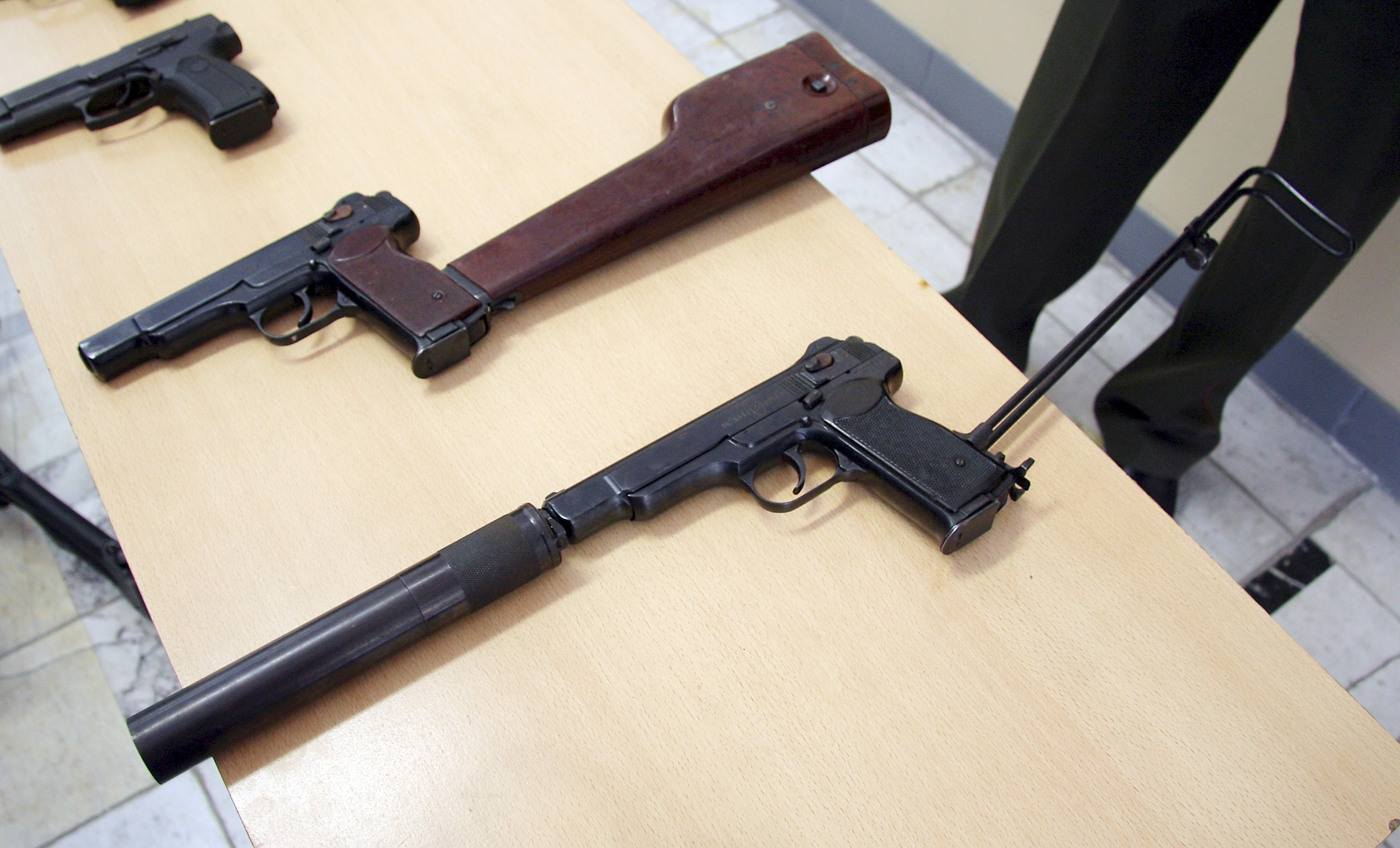
ショルダーストックを装着したAPS(画像上)及びサプレッサーとワイヤ式ストックを装着したAPSB（AO-44）（画像下）

## 登場作品

### 映画・テレビドラマ
『甘い人生』
劇中の主人公キム・ソヌがロシアから違法に密輸された銃器を扱う銃密輸組織のリーダーであるテウンを射殺し、彼の部下が持っていたステアーTMPと弾薬の中に混じっていた小型リボルバーと共に強奪する。
『フェイス/オフ』
劇中終盤、教会での銃撃戦でキャスターが使用する。
『亡国のイージス』

### 漫画・アニメ
『Angel Beats!』
野田が第一話で使用、片手で射撃をしている。しかし、野田は普段ハルバードを愛用しており、「これだから銃は！」と不満を漏らしていた。
『イノセンス』
紅塵会の若林が所持。後にバトーが使用、全弾撃ち切る。
『ヴァイスシュヴァルツ ポータブル』
江賀瀬利奈がコミック版で所持。
『おまもりひまり』
メインキャラクターの一人、神宮寺くえすが対妖怪用武器として使用。
『青幇』
『装甲騎兵ボトムズ』
フィアナが使用。
『ナジカ電撃作戦』
柊七虹香の使用拳銃。
『BLACK LAGOON』
バラライカが使用。それとは別にThe Second Barrage（アニメ第2期）23話で登場し、鷲峰雪緒が24話で使用する。

### ゲーム
『Alliance of Valiant Arms』
自キャラのサブウェポンとして使用可能。
『SEVEN YEARS OF WAR』
自キャラのサブウェポンとして使用可能。セミオートとフルオートの使い分けも可能。
『THE メイド服と機関銃』
『Escape from Tarkov』
『WarRock』
ゲーム内通貨で購入可能。「APS」の名称で登場する。
『ドールズフロントライン』
星４のハンドガン枠として登場する。
『ペーパーマン』
自キャラのサブウェポンとして使用可能。セミオートとフルオートの使い分けができるが、威力がかなり低い。
『コール オブ デューティ ブラックオプス6』
「Grekhova」の名称で登場する。

### 小説
『A-10奪還チーム 出動せよ』
「シュテフキン」の表記で登場。
『アリソン II』
物語内でヴィルが戦闘機上からの狙撃にて使用。もとはフィオナの"おじいさま"の私物。
『引擎 engine』
作品中の重要アイテムとして登場。
『学園キノ』
物語内でワンワン刑事が魔物と戦うときに使用。